# Kevin Robinzine
Kevin Bernard Robinzine (ur. 12 kwietnia 1966 w Fort Worth, w stanie Teksas) – amerykański lekkoatleta sprinter, mistrz olimpijski z Seulu z 1988.

## Kariera sportowa
Na igrzyskach panamerykańskich w 1987 w Indianapolis zdobył  złoty medal w sztafecie 4 × 400 metrów. Taki sam sukces odniósł w tej konkurencji na letniej uniwersjadzie w 1987 w Zagrzebiu.
Na igrzyskach olimpijskich w 1988 w Seulu startował tylko w sztafecie 4 × 400 metrów, w której zdobył wraz z kolegami złoty medal (sztafeta biegła w składzie: Danny Everett, Steve Lewis, Robinzine i Butch Reynolds). Sztafeta wyrównała wówczas rekord świata sprzed 20 lat wynikiem 2:56,16.
Rekordy życiowe:
- bieg na 400 metrów – 44,61 s (20 lipca 1988, Indianapolis)